# Завтра война (роман)
«Завтра война» — первая книга одноименной трилогии, написанная Александром Зоричем. Она легла в основу мира Сферы Великорасы. Сам автор отказывается относить произведение к «космической опере», позиционируя его как научно-фантастический роман, утопию и военную драму. Книга неоднократно переиздавалась в России, а также переведена на польский язык и издана в литературном ежеквартальнике «Fantastyka — wydanie specjalne» под названием «Jutro wojna».
Роман выдержал 10 переизданий, его совокупный тираж в начале 2012 года достиг 150 000 экземпляров. По книге была также создана компьютерная игра — космический симулятор.

## Сюжет
XXVII век. Российская Директория Объединённых Наций вынуждена вступить в «необъявленную войну», на стороне дружественной Великой Конкордии, с межзвездными кочевниками — джипсами. Джипсы, до этого никак не вступающие к контакт с представителями Объединённых Наций, неожиданно начали агрессивное вторжение на планету Наотар, ранее колонизированную Конкордией, что привело к жертвам среди колонизаторов. Подобное не могло остаться без ответа.
Главный герой — Александр Пушкин — кадет Северной Военно-Космической Академии, пилот истребителя-флуггера. До выпуска им остается ещё год, но, с началом военных действий им досрочно вручают офицерские лычки и направляют на фронт — силы Объединённых Наций несут серьёзные потери, технологии джипсов заметно превосходят человеческие. Он, и его однокурсники Самохвальский, Белоконь, Кожемякин и другие, на своих истребителях «Горыныч», участвуют в массированном налёте флота на Наотар, разрушая возведённые там джипсами башни и тем самым принуждая убраться тех с планеты.
После окончания боевых действий Пушкина и его друга награждают поездкой на курорт конкордианского Ардвисура, где их встречают как героев. Там они знакомятся с двумя очаровательными девушками-конкордианками, Иссой и Риши, офицерами конкордианского флота. Исса становится его невестой. Он встречается с её родителями.
Далее действие разворачивается накануне большой войны, на фоне скрытого противостояния двух систем, только что бывших союзниками в переделе колониальных владений — традиционной человеческой цивилизации со столицей на Земле и теократической Конкордии с её кастовой системой и повсеместным использованием технологии клонирования человека. Стороны тайно вооружаются и ведут скрытную подготовку к войне, используя все средства.
Пушкин летит на Землю встретиться с отцом — эксцентричным и взбалмошным театральным режиссёром. Далее он отправляется на один из горных крымских курортов. И там его и застаёт внезапное нападение конкордианцев, которое начинается с действий диверсантов. Связь прервана, электричества нет, он с трудом, на попутках, добирается до города и там требует отправить его в часть.
Удар конкордиан внезапен, массирован и разрушителен. Земные силы несут громадные потери и повсеместно отступают, оставляя базу за базой.
В это время становится известно что конкордианами захвачена яхта «Яуза» с труппой Императорского балета — гордостью всей Солнечной системы. Принимается решение о проведении операции силами флота по освобождению «Яузы». Пушкин и его друзья получают новейшее оружие — истребители DR-19 «Дюрандаль» с генератором защитного поля, позволяющим скрытно приближаться к врагу.
Линкор «Три святителя» и авианосцы, несущие флуггеры, на люксогеновых двигателях совершают сверхсветовой прыжок и приближаются к «Яузе». Флуггеры, под прикрытием защитного поля, идут в бой. Атака удачна — один из вражеских авианосцев разрушен, второй серьёзно повреждён. Однако Пушкин подбит, катапультировался в открытый космос, и от гибели его спасает только эвакоробот конкордианцев, посланный, как ни странно, Риши (она была назначена на этот крейсер незадолго до начала войны). Пушкин оказывается в плену на «Яузе».
Однако бой продолжается, земляне берут верх и захватывают яхту. Пушкин, находящийся со всей труппой, помогает расправиться с охранниками и помочь абордажной группе.
Далее он, перед эвакуацией, отправляется найти Риши, которую не обнаруживает среди захваченных или убитых, и находит её на мостике «Яузы». Между ними происходит диалог — Риши, из чувства долга, не желает сдаваться в плен и хочет застрелиться.
В это время на яхту высаживается конкордианская абордажная группа, и тут же, на мостике, их застает Исса из этой группы.
Затем в яхту попадает торпеда с российского фрегата. Происходит взрыв торпеды. Иссу, облаченную в бронескафандр разрывает на части, Пушкин и Риши, хоть и в обычной форме отделываются травмами различной степени тяжести.
Книга Александра Зорича — своего рода путешествие по России будущего, сильному, суверенному государству, мощь которого простирается далеко за пределы Солнечной системы. Во многих сюжетных ходах можно проследить аналогии с Советским Союзом, как в начале дружественных отношений с Германией конца 1930-х, так и в подготовке и начале войны с бывшим союзником.
Международная ассамблея фантастики «Портал-2004» — премия Расширяющаяся Вселенная (апрель 2004 г.)

Литературный конгресс «Странник XII», победитель в номинации «Лучшая космическая фантастика за 5 лет». (апрель 2008 г.)

## Издания
АСТ Москва, 2003 г. — 444 с. — «Завтра война» (Звёздный лабиринт), формат: 84x108/32 твёрдая обложка

АСТ Москва, 2004 г. — 484 с. — «Завтра война» (Звёздный лабиринт мини), формат: 70x90/32 мягкая обложка

АСТ Москва, Транзиткнига, 2006 г. — 832 с. — «Завтра война», «Без пощады» (Звёздный лабиринт: Коллекция), тираж: 5000 экз., формат: 84x108/32 твердый переплет (ISBN 5-17-036078-9, ISBN 5-9713-1880-2, ISBN 5-9578-3760-1)

АСТ Москва, Хранитель, Харвест, 2006 г. — 1200 с. — «Завтра война», «Без пощады», «Время — московское!» (Библиотека мировой фантастики), тираж: 1500 экз., формат: 60x90/16 твёрдая обложка (ISBN 5-17-039584-1, ISBN 5-9713-3390-9, ISBN 5-9762-1146-1, ISBN 985-13-8694-4)

АСТ, ВЗОИ, 2007 г. — 512 с. — «Завтра война» (Звёздный лабиринт мини), тираж: 5000 экз., формат: 70x90/32 мягкая обложка (ISBN 5-17-023538-0, ISBN 5-9602-0335-9)

АСТ Москва, Харвест 2007 г. — 448 с. — «Завтра война» (Звёздный лабиринт), тираж: 5000 экз., формат: 84x108/32 твердый переплет (ISBN 5-17-016399-1, ISBN 5-9713-2539-6, ISBN 978-985-13-9393-6)

АСТ Москва, 2009 г. — 416 с. — «Завтра война», тираж: 7000 экз., формат: 70x90/16 мягкая обложка (ISBN 978-5-17-056658-7, ISBN 978-5-9713-9885-1)

### Аудиокнига
Роман издан CDCOM Companies Group в виде аудиокниги на одном CD и находится в продаже с 2006 года. Текст романа имеет ряд сокращений. Читает Кирилл Петров, время звучания: 11:26:29.